# シェヌ＝ブジュリー

シェヌ＝ブジュリーの紋章

シェヌ＝ブジュリー Chêne-Bougeriesはスイス連邦、ジュネーヴ州の、ジュネーヴ市の東に隣接する基礎自治体(コミューンcommune)。ジュネーヴのほかコロニー、シェヌ＝ブール、トネ、アルヴ川をはさんでヴェイリエのコミューンに囲まれている。
在ジュネーヴ日本総領事公邸をはじめ、各国の外交関係の公邸、金融・商業機関の別邸のあるコンシュConches地区などを含むコミューンである。

## データ
- 面積:4.17 km²
- 人口:10148人(2008年1月)